# Лебеденко, Александр Гервасьевич
Александр Гервасьевич Лебеденко (9 июня 1892, Черкассы — 9 декабря 1975, Ленинград) — русский советский писатель, журналист, публицист. Член Союза писателей СССР (1934).

## Биография
Родился 9 (21) июня 1892 года в Черкассах в семье судейского чиновника.
Гимназистом стал свидетелем событий 1905 года, прочёл первые революционные брошюры и листовки, вступил в нелегальной кружок.
В 1912 году приехал в Петербург и поступил на восточный факультет Петербургского университета.
В канун Первой мировой войны в мае 1915 в качестве вольноопределяющегося записывается в армию. В службу вступил в 1-й полевой тяжелый артиллерийский дивизион на правах охотника 1-го разряда, во 2-ю батарею с 22 мая 1915 года. 1-й полевой тяжелый артиллерийский дивизион входил в состав 6-й армии, находился на театре военных действий. 29 июня 1915 года приведен к присяге на верность службы и переименован в канониры. Произведен в младшие фейерверкеры 29.12.1915. Произведен в прапорщики 15 мая 1916 г. Переведен в 24-й мортирный артиллерийский дивизион, исполнял должность адъютанта дивизиона с 8.7.1916….
Во время Революции участвовал в работе армейских революционных комитетов.
в 1918 году вступил в ряды Красной Армии, младший инструктор в мортирной батарее Первого мортирного запасного артиллерийского дивизиона, затем командир гаубичной батареи 11-й стрелковой дивизии. Участник Гражданской войны: воевал на Западном фронте, участником борьбы против Юденича. На фронте вступил в партию. 20 октября 1918 года был арестован по делу «бывших офицеров», но через неделю освобожден. Был ранен, после госпиталя признан негодным к службе и направлен в политотдел 7-й армии, где был назначен секретарём газеты «Боевая правда» в Петрограде.
С 1920 по 1926 год работал в газете «Ленинградская правда». Брал интервью у В. И. Ленина. Как корреспондент газеты совершил плавание на корабле «Франц Меринг» вокруг Европы. Участвовал в беспримерном для тех лет перелете по маршруту Москва — Монголия — Пекин, принял участие в перелете Амундсена, Эльсверта-Нобиле на дирижабле «Норвегия» к Северному полюсу на участке Ленинград — остров Шпицберген. Впечатления отразил в своих очерках, а позже в книгах.
В 1926—1931 вел журналистскую и редакционно-издательскую работу в издании «Красная газета», информационных агентствах РОСТА, ТАСС, в издательстве «Молодая гвардия».
В 1934 году был делегатом на Первом съезде писателей СССР, став одним из первых членов Союза писателей СССР.
Арестован в начале 1935 года в «кировском потоке», по ст. 58-10 (за антисоветскую агитацию) осужден к высылке в Казахстан сроком на 3 года. Вероятно, до 1955 находился в лагерях и ссылках (в романе «Лицом к лицу» (1934-57) одним из мест написания указан город Алма-Ата).
С 1956 года — снова в Ленинграде, избирался членом правления Ленинградского отделения Союза писателей СССР, работал в редакции журнала «Звезда».
В 1960-е годы активно писал. Награждён двумя орденами Трудового Красного Знамени (1962, 1972).
Умер в 1975 году в Ленинграде. Похоронен на Богословском кладбище Санкт-Петербурга.

## Творчество
Автор нескольких романов, повестей, биографических очерков, книг для детей. Приведения на исторические темы.
Печататься начал в 1920-е годы как публицист, выступающий на страницах ленинградских газет и журнала «Вокруг света» по вопросам международной политики.
Основное место в творчестве занимают романы «Тяжёлый дивизион» (1928-33, Ленинград-Москва) и «Лицом к лицу» (1934-57, Ленинград-Алма-Ата-Ленинград), повести «Первая министерская» (1930-34, Москва-Ленинград) и «Восстание на „Святой Анне“» (1930).
Большинство произведений написаны на автобиографическом или личном опыте, так в романе «Тяжелый дивизион» отражено трехлетнее пребывание на фронте Первой мировой войны, а главном герое романа артиллеристе Андрее Кострове, студенте, ставшего вольноопределяющимся, угадывается сам автор:

Империалистическая война. Тема, после многих, редко удачных разработок казавшаяся уже померкнувшей, освежена в этом романе вводом малоизвестного материала: артиллерии и связистов в боевой работе фронта. Бесспорно удачны батальные картины романа, картины распада и паралича царской армии, характеристики офицерства. Это одно ставит роман на видное место в советской художественной литературе".— Константин Федин о романе «Тяжёлый дивизион»